# Haab'
L'Haab' (IPA: haːɓ) è un ciclo del calendario maya, pari a un periodo di 365 giorni.

## Struttura
Si riportano i mesi del ciclo Haab' di 20 giorni ciascuno, trane l'Uayeb, in geroglifici maya:
| No. | Nome del mese | Geroglifico | Traduzione            |
| 1   | Pop           |             | stuoia                |
| 2   | Uo            |             | congiunzione nera     |
| 3   | Zip           |             | congiunzione rossa    |
| 4   | Zotz          |             | pipistrello           |
| 5   | Tzek          |             | morte                 |
| 6   | Xul           |             | cane                  |
| 7   | Yaxkin        |             | nuovo sole            |
| 8   | Mol           |             | acqua                 |
| 9   | Chen          |             | tempesta nera         |
| 10  | Yax           |             | tempesta verde        |
| 11  | Zac           |             | tempesta bianca       |
| 12  | Ceh           |             | tempesta rossa        |
| 13  | Mac           |             | chiuso                |
| 14  | Kankin        |             | sole giallo           |
| 15  | Muan          |             | gufo                  |
| 16  | Pax           |             | tempo di semina       |
| 17  | Kayab         |             | tartaruga             |
| 18  | Cumku         |             | granaio               |
| 19  | Uayeb         |             | cinque giorni nefasti |

## Storia
Secondo Bricker, l'Haab' fu utilizzato per la prima volta intorno al 500 a.C. con, come punto di partenza, il solstizio d'inverno.
Le iscrizioni sul Tempio della Croce di Palenque mostrano chiaramente che i Maya erano consapevoli della vera durata dell'anno, anche se non impiegavano generalmente i giorni bisestili nel loro sistema di calcoli. Secondo J. Eric Thompson, infatti, i Maya conoscevano la differenza tra l'Haab' e l'anno solare e fecero dei "calcoli sulla velocità con cui si è accumulato l'errore, ma questi sono stati semplicemente annotati come correzioni non utilizzate per cambiare il calendario".
I cinque giorni senza nome alla fine del calendario erano chiamati Wayeb e si pensava che costituissero un periodo pericoloso. Foster afferma, infatti, che "durante lo Wayeb, i portali tra il regno dei mortali e il mondo sotterraneo si dissolvevano, nessun confine impediva alle divinità malintenzionate di causare disastri" e che "per allontanare questi spiriti malvagi, i Maya avevano abitudini e rituali che praticavano durante lo Wayeb"..